# Ochrosia glomerata
Ochrosia glomerata là một loài thực vật có hoa trong họ La bố ma. Loài này được (Blume) F.Muell. mô tả khoa học đầu tiên năm 1871.